# Bayard Argentan tennis de table
Actualités
La Bayard Argentan tennis de table, ou couramment appelée Argentan Bayard ou La Bayard, est un club français de tennis de table situé à Argentan. Le club est issue d'un club omnisports créé à la fin du XIXe siècle.

## Histoire du club

### Les années 1950
Dans les années 1950, le club disposait d'une équipe fanion évoluant au plus haut niveau national, cependant, à la suite du décès du mécène qui finançait les déplacements de la structure, la section tennis de table connue des années difficiles pour redescendre au plus bas niveau régional.

### La renaissance du club
En 1987, la section pongiste prend un nouveau souffle avec l'arrivée d'un éducateur sportif grâce aux soutiens de la municipalité et le club gravit tous les échelons pour décrocher en 1998 la première accession du club en Superdivision. Mais l'apprentissage de l'élite est rude et l'équipe fanion redescend en Nationale 1. L'équipe masculine n'y reste que deux saisons et retourne en Superdivision avec le titre de champion de France de Nationale 1 puis connait les mêmes résultats qu'en 1999 : dernière place et relégation. La saison suivante, le club décroche son deuxième titre de champion de France de deuxième division (Nationale 1) et accède à la Pro A nouvellement créée. Les pongistes atteignent l'apogée du club en terminant à la troisième place du championnat grâce notamment au forfait général de Montpellier en cours de saison mais doit refuser le ticket pour la Ligue des Champions jugé trop cher pour les finances du club.

### L'ascenseur
À la suite du passage de la Pro A de 7 à 10 clubs, des départs de ses meilleurs pongistes ou du renforcement des autres clubs, la Bayard régresse et est relégué deux ans plus tard en Pro B. Le club rate de peu le retour immédiat en Pro A en terminant 3e de deuxième division mais ne gâche pas sa chance en 2008 en décrochant son deuxième titre de champion de France de deuxième division. Malheureusement, le club termine 9e et redescends en Pro B. Les années se suivent et se ressemblent car le club remonte immédiatement en Pro A avec un troisième titre de champion de France de Pro B mais redescend encore l'année suivante avec encore une 9e place finale dans l'élite.

### Années 2010 et 2020
Depuis quelques années, Argentan est redescendu en Pro B et joue régulièrement le maintien. Il faut attendre la saison 2022-2023 pour voir enfin émergé une équipe féminine. Les argentoises décroche le titre de vice-championnes de France de nationale 1 en s'inclinant contre Quimper et accèdent dans la nouvelle Pro B rétablie en raison de la pandémie de Covid-19 qui a mis à mal l'économie des clubs amateurs et professionnels. Durant l'été 2022, Quimper refuse la montée en Pro A, préférant disputer la Pro B pour raisons économiques. Argentan Bayard remplace Quimper et accède en première division nationale pour la première fois de son histoire.

## Effectif 2024-2025 (dames)
- Yanan Wang
- Jing Zhang
- Cléa De Stoppeleire
- Anastasia Sterner

## Palmarès
- 3e de Pro A en 2004
- Champion de France de deuxième division
  - Pro B en 2008, 2010 et 2012
  - Nationale 1 en 2001 et 2003
- 3e de la TT Intercup en 1999

## Bilan par saison
| Saison    | Championnat   | Classement | Pts | J  | V  | N | D  | Pp | Pc | Diff |
| --------- | ------------- | ---------- | --- | -- | -- | - | -- | -- | -- | ---- |
| 2017-2018 | Pro B         | 3e         | 45  | 18 | 14 | - | 4  | 45 | 29 | +16  |
| 2016-2017 | Pro B         | 7e         | 33  | 18 | 8  | - | 10 | 33 | 40 | -7   |
| 2015-2016 | Pro B         | 5e         | 36  | 18 | 6  | 6 | 6  | 47 | 50 | -3   |
| 2014-2015 | Pro B         | 6e         | 29  | 16 | 5  | 3 | 8  | 36 | 44 | -8   |
| 2013-2014 | Pro A         | 10e        | 26  | 18 | 2  | 4 | 12 | 26 | 62 | -36  |
| 2012-2013 | Pro A         | 9e         | 26  | 18 | 2  | 4 | 12 | 30 | 63 | -33  |
| 2011-2012 | Pro B         | Champion   | 49  | 18 | 14 | 3 | 1  | 67 | 25 | +42  |
| 2010-2011 | Pro A         | 9e         | 25  | 18 | 2  | 3 | 13 | 26 | 65 | -39  |
| 2009-2010 | Pro B         | Champion   | 51  | 18 | 15 | 3 | 0  | 69 | 25 | +44  |
| 2008-2009 | Pro A         | 9e         | 28  | 18 | 4  | 2 | 12 | 38 | 59 | -21  |
| 2007-2008 | Pro B         | Champion   | 46  | 16 | 14 | 2 | 0  | 62 | 17 | +45  |
| 2006-2007 | Pro B         | 4e         | 41  | 18 | 10 | 3 | 5  | -  | -  | -    |
| 2005-2006 | Pro A         | 10e        | 20  | 18 | 0  | 2 | 16 | 22 | 70 | -48  |
| 2004-2005 | Pro A         | 7e         | 31  | 18 | 5  | 3 | 10 | -  | -  | -    |
| 2003-2004 | Pro A         | 3e         | 24  | 12 | 5  | 2 | 5  | 34 | 33 | +1   |
| 2002-2003 | Nationale 1   | Champion   | 26  | 14 | 6  | - | 8  | -  | -  | -    |
| 2001-2002 | Superdivision | 8e         | 14  | 14 | 0  | - | 14 | -  | -  | -    |